# Seznam členů Poslanecké sněmovny Parlamentu České republiky po volbách 2013
Seznam členů Poslanecké sněmovny Parlamentu České republiky po volbách 2013 uvádí přehled poslanců zvolených do Poslanecké sněmovny Parlamentu České republiky v předčasných volbách konaných ve dnech 25. a 26. října 2013.

## Grafické znázornění
| 33   | 50   | 14    | 14      | 47  | 26     | 16  |
| KSČM | ČSSD | ÚSVIT | KDU-ČSL | ANO | TOP 09 | ODS |

## Vedení Sněmovny
Vedení Sněmovny bylo zvoleno v druhém dni 1. ustavující schůzi v tomto období (27. 11. 2013). Místopředsedové se volili ve dvou kolech. Ve druhém kolem se rozhodovalo mezi Miroslavem Kalouskem a Tomiem Okamurou. Ani jeden z nich však nezískal nadpoloviční většinu hlasů. Miroslav Kalousek nakonec z volby odstoupil a nahradil ho dosavadní předseda poslaneckého klubu TOP 09 a Starostové Petr Gazdík. Kalousek se potom sám stal předsedou tohoto poslaneckého klubu. Ani 4. prosince 2013 však poslanci čtvrtého místopředsedu nezvolili. Další volba se konala 12. prosince 2013. Ještě před tím však z volby odstoupil Tomio Okamura. Čtvrtým místopředsedou Poslanecké sněmovny se nakonec v tentýž den stal Petr Gazdík ziskem 98 hlasů z celkových 163.
| Funkce | Funkce           | Jméno                       | Strana  | Od                 | Do             | Počet hlasů |
|        | Předseda         | Jan Hamáček                 | ČSSD    | 27. listopadu 2013 | 26. října 2017 | 195 / 198   |
|        | Místopředsedkyně | Jaroslava Pokorná Jermanová | ANO     | 27. listopadu 2013 | 3. ledna 2017  | 151 / 198   |
|        | Místopředseda    | Radek Vondráček             | ANO     | 11. ledna 2017     | 26. října 2017 | 106 / 170   |
|        | Místopředseda    | Vojtěch Filip               | KSČM    | 27. listopadu 2013 | 26. října 2017 | 151 / 198   |
|        | Místopředseda    | Petr Gazdík                 | TOP 09  | 12. prosince 2013  | 26. října 2017 | 98 / 163    |
|        | Místopředseda    | Pavel Bělobrádek            | KDU-ČSL | 27. listopadu 2013 | 29. ledna 2014 | 133 / 198   |
|        | Místopředseda    | Jan Bartošek                | KDU-ČSL | 6. února 2014      | 26. října 2017 | 98 / 161    |

## Seznam poslanců
| Jméno                       | Navrhující strana | Politická příslušnost | Zvolen v kraji  | Přednostní hlasy absolutně | Přednostní hlasy v % | Pořadové číslo | Dosažené pořadí |
| --------------------------- | ----------------- | --------------------- | --------------- | -------------------------- | -------------------- | -------------- | --------------- |
| Vojtěch Adam                | KSČM              | BEZPP                 | Jihomoravský    | 6 327                      | 7,67                 | 1              | 3               |
| Petr Adam                   | Úsvit             | BEZPP                 | Jihomoravský    | 1 512                      | 4,05                 | 1              | 1               |
| Ivan Adamec                 | ODS               | ODS                   | Královéhradecký | 2 760                      | 13,84                | 9              | 1               |
| František Adámek            | ČSSD              | ČSSD                  | Hl. m. Praha    | 2 492                      | 3,01                 | 3              | 4               |
| Augustin Karel Andrle Sylor | Úsvit             | BEZPP                 | Pardubický      | 890                        | 5,07                 | 1              | 1               |
| Pavel Antonín               | ČSSD              | ČSSD                  | Vysočina        | 3 059                      | 5,07                 | 11             | 2               |
| Hana Aulická Jírovcová      | KSČM              | KSČM                  | Ústecký         | 4 359                      | 6,33                 | 2              | 3               |
| Andrej Babiš                | ANO 2011          | ANO 2011              | Hl. m. Praha    | 18 955                     | 19,62                | 1              | 1               |
| Miloš Babiš                 | ANO 2011          | ANO 2011              | Středočeský     | 8 628                      | 6,84                 | 13             | 1               |
| Miloslav Bačiak             | ANO 2011          | ANO 2011              | Vysočina        | 1 207                      | 2,89                 | 2              | 2               |
| Margita Balaštíková         | ANO 2011          | BEZPP                 | Zlínský         | 1 889                      | 3,49                 | 2              | 2               |
| Jan Bartošek                | KDU-ČSL           | KDU-ČSL               | Jihočeský       | 3 099                      | 14,93                | 1              | 1               |
| Zuzka Bebarová-Rujbrová     | KSČM              | KSČM                  | Jihomoravský    | 7 674                      | 9,31                 | 5              | 1               |
| Jiří Běhounek               | ČSSD              | BEZPP                 | Vysočina        | 8 027                      | 13,3                 | 1              | 1               |
| Pavel Bělobrádek            | KDU-ČSL           | KDU-ČSL               | Královéhradecký | 4 742                      | 25,48                | 1              | 1               |
| Marek Benda                 | ODS               | ODS                   | Hl. m. Praha    | 5 336                      | 7,58                 | 10             | 4               |
| Petr Bendl                  | ODS               | ODS                   | Středočeský     | 5 308                      | 9,54                 | 1              | 2               |
| Ondřej Benešík              | KDU-ČSL           | KDU-ČSL               | Zlínský         | 6 952                      | 17,8                 | 1              | 1               |
| Marie Benešová              | ČSSD              | BEZPP                 | Ústecký         | 8 240                      | 11,73                | 5              | 1               |
| Martina Berdychová          | ANO 2011          | VČ                    | Královéhradecký | 2 712                      | 4,88                 | 3              | 3               |
| Stanislav Berkovec          | ANO 2011          | BEZPP                 | Středočeský     | 4 650                      | 3,69                 | 3              | 4               |
| Zdeněk Bezecný              | TOP 09            | TOP 09                | Jihočeský       | 2 725                      | 6,85                 | 1              | 2               |
| Adolf Beznoska              | ODS               | ODS                   | Středočeský     | 5 572                      | 10,02                | 2              | 1               |
| Jan Birke                   | ČSSD              | ČSSD                  | Královéhradecký | 5 456                      | 10,72                | 4              | 1               |
| Pavel Blažek                | ODS               | ODS                   | Jihomoravský    | 3 109                      | 7,72                 | 2              | 2               |
| Vlasta Bohdalová            | ČSSD              | ČSSD                  | Jihočeský       | 3 015                      | 4,67                 | 2              | 4               |
| Robin Böhnisch              | ČSSD              | ČSSD                  | Královéhradecký | 4 264                      | 8,38                 | 2              | 2               |
| Jaroslav Borka              | KSČM              | KSČM                  | Karlovarský     | 1 824                      | 8,88                 | 2              | 1               |
| Richard Brabec              | ANO 2011          | ANO 2011              | Ústecký         | 4 283                      | 5,94                 | 1              | 1               |
| Milan Brázdil               | ANO 2011          | BEZPP                 | Olomoucký       | 3 193                      | 5,33                 | 10             | 1               |
| Marek Černoch               | Úsvit             | Úsvit                 | Středočeský     | 1 829                      | 4,6                  | 2              | 2               |
| Jana Černochová             | ODS               | ODS                   | Hl. m. Praha    | 8 644                      | 12,28                | 3              | 3               |
| Karel Černý                 | ČSSD              | ČSSD                  | Vysočina        | 2 255                      | 3,73                 | 2              | 3               |
| Alexander Černý             | KSČM              | KSČM                  | Olomoucký       | 3 159                      | 6,08                 | 1              | 1               |
| Pavel Čihák                 | ANO 2011          | ANO 2011              | Středočeský     | 2 352                      | 1,86                 | 4              | 5               |
| René Číp                    | KSČM              | KSČM                  | Moravskoslezský | 2 892                      | 2,98                 | 3              | 4               |
| Ivana Dobešová              | ANO 2011          | BEZPP                 | Středočeský     | 2 117                      | 1,68                 | 5              | 6               |
| Richard Dolejš              | ČSSD              | ČSSD                  | Středočeský     | 2 844                      | 2,45                 | 4              | 5               |
| Jiří Dolejš                 | KSČM              | KSČM                  | Hl. m. Praha    | 8 219                      | 16,44                | 2              | 1               |
| Jaroslav Faltýnek           | ANO 2011          | ANO 2011              | Olomoucký       | 2 908                      | 4,86                 | 1              | 2               |
| Jan Farský                  | TOP 09            | SLK                   | Liberecký       | 4 917                      | 15,92                | 1              | 1               |
| Petr Fiala                  | ODS               | BEZPP                 | Jihomoravský    | 11 372                     | 28,24                | 1              | 1               |
| Radim Fiala                 | Úsvit             | Úsvit                 | Olomoucký       | 1 622                      | 6                    | 1              | 1               |
| Karel Fiedler               | Úsvit             | OBČ_2011              | Moravskoslezský | 1 615                      | 3,75                 | 1              | 1               |
| Matěj Fichtner              | ANO 2011          | ANO 2011              | Hl. m. Praha    | 2 062                      | 2,13                 | 5              | 5               |
| Vojtěch Filip               | KSČM              | KSČM                  | Jihočeský       | 7 551                      | 14,75                | 1              | 1               |
| Jana Fischerová             | ODS               | ODS                   | Vysočina        | 2 498                      | 13,94                | 1              | 1               |
| Jaroslav Foldyna            | ČSSD              | ČSSD                  | Ústecký         | 7 288                      | 10,37                | 1              | 2               |
| Ivan Gabal                  | KDU-ČSL           | BEZPP                 | Středočeský     | 2 649                      | 10,39                | 1              | 1               |
| Vlastimil Gabrhel           | ČSSD              | ČSSD                  | Jihomoravský    | 4 053                      | 3,07                 | 7              | 7               |
| Petr Gazdík                 | TOP 09            | STAN                  | Zlínský         | 4 903                      | 18                   | 1              | 1               |
| Pavla Golasowská            | KDU-ČSL           | KDU-ČSL               | Moravskoslezský | 3 058                      | 7,63                 | 5              | 3               |
| Miroslav Grebeníček         | KSČM              | KSČM                  | Jihomoravský    | 6 672                      | 8,09                 | 2              | 2               |
| Stanislav Grospič           | KSČM              | KSČM                  | Středočeský     | 6 063                      | 6,7                  | 1              | 1               |
| Josef Hájek                 | ANO 2011          | BEZPP                 | Moravskoslezský | 3 787                      | 3,79                 | 1              | 2               |
| Milada Halíková             | KSČM              | BEZPP                 | Moravskoslezský | 4 611                      | 4,75                 | 2              | 3               |
| Jan Hamáček                 | ČSSD              | ČSSD                  | Středočeský     | 6 558                      | 5,66                 | 1              | 2               |
| Michal Hašek                | ČSSD              | ČSSD                  | Jihomoravský    | 25 531                     | 19,38                | 2              | 1               |
| Pavel Havíř                 | ČSSD              | ČSSD                  | Pardubický      | 4 264                      | 8,12                 | 5              | 1               |
| Olga Havlová                | Úsvit             | VV                    | Moravskoslezský | 1 325                      | 3,08                 | 2              | 2               |
| Leoš Heger                  | TOP 09            | TOP 09                | Královéhradecký | 6 102                      | 17,25                | 1              | 1               |
| Daniel Herman               | KDU-ČSL           | KDU-ČSL               | Hl. m. Praha    | 6 305                      | 19,67                | 1              | 1               |
| Jana Hnyková                | Úsvit             | BEZPP                 | Liberecký       | 783                        | 4,84                 | 1              | 1               |
| Jiří Holeček                | ANO 2011          | ANO 2011              | Hl. m. Praha    | 2 099                      | 2,17                 | 4              | 4               |
| Radim Holeček               | ODS               | ODS                   | Ústecký         | 2 176                      | 10,29                | 1              | 1               |
| Pavel Holík                 | ČSSD              | ČSSD                  | Olomoucký       | 3 897                      | 5,75                 | 2              | 1               |
| Jaroslav Holík              | Úsvit             | BEZPP                 | Zlínský         | 1 135                      | 3,77                 | 1              | 1               |
| Václav Horáček              | TOP 09            | TOP 09                | Liberecký       | 2 497                      | 8,08                 | 2              | 2               |
| Ludvík Hovorka              | KDU-ČSL           | KDU-ČSL               | Zlínský         | 4 885                      | 12,51                | 3              | 2               |
| Gabriela Hubáčková          | KSČM              | KSČM                  | Ústecký         | 5 923                      | 8,61                 | 1              | 1               |
| Stanislav Huml              | ČSSD              | BEZPP                 | Středočeský     | 7 416                      | 6,4                  | 12             | 1               |
| Jitka Chalánková            | TOP 09            | TOP 09                | Olomoucký       | 2 173                      | 9,2                  | 1              | 1               |
| Bohuslav Chalupa            | ANO 2011          | ANO 2011              | Jihomoravský    | 2 116                      | 2,12                 | 4              | 4               |
| Milan Chovanec              | ČSSD              | ČSSD                  | Plzeňský        | 7 546                      | 13,22                | 1              | 1               |
| Jan Chvojka                 | ČSSD              | ČSSD                  | Pardubický      | 3 699                      | 7,04                 | 6              | 2               |
| Igor Jakubčík               | ČSSD              | ČSSD                  | Plzeňský        | 2 346                      | 4,11                 | 3              | 3               |
| Vítězslav Jandák            | ČSSD              | ČSSD                  | Jihočeský       | 5 342                      | 8,27                 | 3              | 2               |
| Miloslav Janulík            | ANO 2011          | BEZPP                 | Jihomoravský    | 2 607                      | 2,61                 | 5              | 5               |
| Barbora Jelonková           | ČSSD              | ČSSD                  | Moravskoslezský | 3 814                      | 2,61                 | 9              | 9               |
| Věra Jourová                | ANO 2011          | ANO 2011              | Vysočina        | 2 816                      | 6,75                 | 1              | 1               |
| Jiří Junek                  | KDU-ČSL           | BEZPP                 | Pardubický      | 2 188                      | 11,11                | 1              | 1               |
| Marian Jurečka              | KDU-ČSL           | KDU-ČSL               | Olomoucký       | 4 490                      | 18,54                | 1              | 1               |
| David Kádner                | Úsvit             | VV                    | Ústecký         | 1 250                      | 4,83                 | 1              | 1               |
| Zuzana Kailová              | ČSSD              | ČSSD                  | Ústecký         | 2 707                      | 3,85                 | 3              | 4               |
| Miroslav Kalousek           | TOP 09            | TOP 09                | Středočeský     | 10 246                     | 11,14                | 1              | 1               |
| Vít Kaňkovský               | KDU-ČSL           | KDU-ČSL               | Vysočina        | 3 533                      | 12,78                | 3              | 1               |
| Simeon Karamazov            | ODS               | ODS                   | Pardubický      | 1 947                      | 10,71                | 4              | 1               |
| David Kasal                 | ANO 2011          | BEZPP                 | Pardubický      | 3 276                      | 6,46                 | 3              | 1               |
| Jan Klán                    | KSČM              | KSČM                  | Středočeský     | 1 873                      | 2,07                 | 3              | 3               |
| Jaroslav Klaška             | KDU-ČSL           | KDU-ČSL               | Jihomoravský    | 5 497                      | 9,32                 | 2              | 3               |
| Václav Klučka               | ČSSD              | ČSSD                  | Moravskoslezský | 2 602                      | 1,78                 | 5              | 5               |
| Martin Kolovratník          | ANO 2011          | BEZPP                 | Pardubický      | 2 956                      | 5,83                 | 1              | 2               |
| Martin Komárek              | ANO 2011          | ANO 2011              | Liberecký       | 2 707                      | 6,19                 | 1              | 1               |
| Kateřina Konečná            | KSČM              | KSČM                  | Moravskoslezský | 6 866                      | 7,08                 | 4              | 1               |
| Vladimír Koníček            | KSČM              | KSČM                  | Zlínský         | 2 827                      | 7,42                 | 1              | 1               |
| Daniel Korte                | TOP 09            | TOP 09                | Hl. m. Praha    | 4 620                      | 3,41                 | 3              | 3               |
| Petr Kořenek                | ČSSD              | ČSSD                  | Zlínský         | 2 520                      | 4,39                 | 3              | 3               |
| Jiří Koskuba                | ČSSD              | ČSSD                  | Hl. m. Praha    | 4 772                      | 5,77                 | 12             | 2               |
| Rom Kostřica                | TOP 09            | TOP 09                | Jihomoravský    | 4 183                      | 7,43                 | 1              | 2               |
| Josef Kott                  | ANO 2011          | ANO 2011              | Vysočina        | 844                        | 2,02                 | 4              | 4               |
| Jiří Koubek                 | TOP 09            | TOP 09                | Hl. m. Praha    | 1 838                      | 1,36                 | 7              | 7               |
| Pavel Kováčik               | KSČM              | KSČM                  | Vysočina        | 4 153                      | 9,39                 | 1              | 1               |
| Věra Kovářová               | TOP 09            | STAN                  | Středočeský     | 6 710                      | 7,29                 | 3              | 3               |
| Jaroslav Krákora            | ČSSD              | ČSSD                  | Ústecký         | 4 068                      | 5,79                 | 2              | 3               |
| Roman Kubíček               | ANO 2011          | ANO 2011              | Jihočeský       | 1 120                      | 2,12                 | 2              | 2               |
| Michal Kučera               | TOP 09            | TOP 09                | Ústecký         | 1 392                      | 4,84                 | 1              | 1               |
| Petr Kudela                 | KDU-ČSL           | KDU-ČSL               | Moravskoslezský | 3 814                      | 9,52                 | 4              | 2               |
| Helena Langšádlová          | TOP 09            | TOP 09                | Středočeský     | 9 231                      | 10,04                | 2              | 2               |
| Martin Lank                 | Úsvit             | BEZPP                 | Vysočina        | 805                        | 4,48                 | 1              | 1               |
| František Laudát            | TOP 09            | TOP 09                | Hl. m. Praha    | 2 867                      | 2,12                 | 5              | 5               |
| Jaroslav Lobkowicz          | TOP 09            | TOP 09                | Plzeňský        | 3 647                      | 12,28                | 2              | 1               |
| Jana Lorencová              | ANO 2011          | BEZPP                 | Moravskoslezský | 6 929                      | 6,93                 | 2              | 1               |
| Leo Luzar                   | KSČM              | KSČM                  | Moravskoslezský | 1 730                      | 1,78                 | 5              | 5               |
| Stanislav Mackovík          | KSČM              | KSČM                  | Liberecký       | 4 762                      | 16,34                | 1              | 1               |
| Soňa Marková                | KSČM              | KSČM                  | Královéhradecký | 3 229                      | 8,37                 | 1              | 1               |
| Květa Matušovská            | KSČM              | KSČM                  | Pardubický      | 2 856                      | 7,64                 | 1              | 1               |
| Radka Maxová                | ANO 2011          | ANO 2011              | Jihočeský       | 2 261                      | 4,28                 | 1              | 1               |
| Jiří Mihola                 | KDU-ČSL           | KDU-ČSL               | Jihomoravský    | 8 989                      | 15,25                | 1              | 1               |
| Jan Mládek                  | ČSSD              | ČSSD                  | Jihočeský       | 3 805                      | 5,89                 | 4              | 3               |
| Josef Nekl                  | KSČM              | KSČM                  | Olomoucký       | 1 969                      | 3,79                 | 2              | 2               |
| Miroslava Němcová           | ODS               | ODS                   | Hl. m. Praha    | 26 866                     | 38,17                | 1              | 1               |
| Alena Nohavová              | KSČM              | KSČM                  | Jihočeský       | 2 984                      | 5,82                 | 3              | 2               |
| Nina Nováková               | TOP 09            | TOP 09                | Středočeský     | 5 720                      | 6,22                 | 4              | 4               |
| Josef Novotný               | ČSSD              | ČSSD                  | Karlovarský     | 3 099                      | 11,83                | 1              | 1               |
| Martin Novotný              | ODS               | ODS                   | Olomoucký       | 3 288                      | 17,86                | 1              | 1               |
| Igor Nykl                   | ANO 2011          | BEZPP                 | Moravskoslezský | 4 805                      | 4,8                  | 5              | 5               |
| Pavlína Nytrová             | ČSSD              | ČSSD                  | Moravskoslezský | 6 079                      | 4,16                 | 4              | 4               |
| Tomio Okamura               | Úsvit             | Úsvit                 | Středočeský     | 8 661                      | 21,8                 | 1              | 1               |
| Ladislav Okleštěk           | ANO 2011          | ANO 2011              | Olomoucký       | 1 630                      | 2,72                 | 2              | 3               |
| Zdeněk Ondráček             | KSČM              | KSČM                  | Královéhradecký | 2 999                      | 7,77                 | 2              | 2               |
| Miroslav Opálka             | KSČM              | KSČM                  | Moravskoslezský | 5 912                      | 6,1                  | 1              | 2               |
| Jana Pastuchová             | ANO 2011          | ANO 2011              | Liberecký       | 2 488                      | 5,68                 | 3              | 2               |
| Herbert Pavera              | TOP 09            | BEZPP                 | Moravskoslezský | 2 719                      | 7,98                 | 4              | 1               |
| Gabriela Pecková            | TOP 09            | TOP 09                | Hl. m. Praha    | 5 502                      | 4,07                 | 4              | 4               |
| Markéta Pekarová Adamová    | TOP 09            | TOP 09                | Hl. m. Praha    | 3 626                      | 2,68                 | 6              | 6               |
| Marie Pěnčíková             | KSČM              | KSČM                  | Zlínský         | 2 024                      | 5,31                 | 2              | 2               |
| Miloš Petera                | ČSSD              | ČSSD                  | Středočeský     | 3 023                      | 2,61                 | 3              | 4               |
| František Petrtýl           | ANO 2011          | ANO 2011              | Středočeský     | 2 196                      | 1,74                 | 6              | 7               |
| Jiří Petrů                  | ČSSD              | ČSSD                  | Jihomoravský    | 4 950                      | 3,75                 | 4              | 4               |
| Stanislav Pfléger           | ANO 2011          | ANO 2011              | Ústecký         | 2 267                      | 3,14                 | 3              | 4               |
| Ivan Pilný                  | ANO 2011          | BEZPP                 | Královéhradecký | 2 318                      | 4,17                 | 1              | 2               |
| Lukáš Pleticha              | ČSSD              | ČSSD                  | Liberecký       | 2 821                      | 8,24                 | 3              | 2               |
| Martin Plíšek               | TOP 09            | TOP 09                | Hl. m. Praha    | 1 866                      | 1,38                 | 8              | 8               |
| Pavel Ploc                  | ČSSD              | ČSSD                  | Liberecký       | 3 235                      | 9,46                 | 1              | 1               |
| Pavel Plzák                 | ANO 2011          | ANO 2011              | Královéhradecký | 2 934                      | 5,28                 | 2              | 1               |
| Tomáš Podivínský            | KDU-ČSL           | KDU-ČSL               | Moravskoslezský | 4 332                      | 10,82                | 1              | 1               |
| Ivo Pojezný                 | KSČM              | KSČM                  | Jihomoravský    | 4 259                      | 5,16                 | 4              | 4               |
| Jaroslava Pokorná Jermanová | ANO 2011          | ANO 2011              | Středočeský     | 4 641                      | 3,68                 | 1              | 2               |
| Stanislav Polčák            | TOP 09            | STAN                  | Hl. m. Praha    | 9 004                      | 6,66                 | 2              | 2               |
| Jiří Pospíšil               | ODS               | ODS                   | Plzeňský        | 10 226                     | 36,47                | 1              | 1               |
| Karel Pražák                | Úsvit             | VV                    | Jihočeský       | 716                        | 3,25                 | 1              | 1               |
| Roman Procházka             | ANO 2011          | ANO 2011              | Karlovarský     | 1 472                      | 5,62                 | 1              | 1               |
| Anna Putnová                | TOP 09            | TOP 09                | Jihomoravský    | 4 820                      | 8,57                 | 2              | 1               |
| Karel Rais                  | ANO 2011          | BEZPP                 | Jihomoravský    | 6 606                      | 6,63                 | 3              | 3               |
| Adam Rykala                 | ČSSD              | ČSSD                  | Moravskoslezský | 5 074                      | 3,48                 | 3              | 3               |
| Antonín Seďa                | ČSSD              | ČSSD                  | Zlínský         | 3 131                      | 5,46                 | 1              | 1               |
| Jan Sedláček                | ANO 2011          | ANO 2011              | Moravskoslezský | 2 699                      | 2,7                  | 3              | 3               |
| Martin Sedlář               | ANO 2011          | BEZPP                 | Moravskoslezský | 1 396                      | 1,39                 | 4              | 4               |
| Marta Semelová              | KSČM              | KSČM                  | Hl. m. Praha    | 3 291                      | 6,58                 | 1              | 2               |
| Bronislav Schwarz           | ANO 2011          | S.cz                  | Ústecký         | 3 943                      | 5,47                 | 2              | 3               |
| Karel Schwarzenberg         | TOP 09            | TOP 09                | Hl. m. Praha    | 37 794                     | 27,97                | 1              | 1               |
| Jiří Skalický               | TOP 09            | TOP 09                | Pardubický      | 2 725                      | 9,85                 | 2              | 1               |
| Roman Sklenák               | ČSSD              | ČSSD                  | Jihomoravský    | 4 022                      | 3,05                 | 5              | 5               |
| Jan Skopeček                | ODS               | ODS                   | Středočeský     | 3 645                      | 6,55                 | 6              | 4               |
| Václav Snopek               | KSČM              | KSČM                  | Pardubický      | 2 095                      | 5,6                  | 4              | 2               |
| Bohuslav Sobotka            | ČSSD              | ČSSD                  | Jihomoravský    | 22 175                     | 16,83                | 1              | 2               |
| Jan Sobotka                 | ANO 2011          | ANO 2011              | Vysočina        | 982                        | 2,35                 | 3              | 3               |
| Zdeněk Soukup               | ANO 2011          | ANO 2011              | Karlovarský     | 1 469                      | 5,61                 | 3              | 2               |
| Zbyněk Stanjura             | ODS               | ODS                   | Moravskoslezský | 4 964                      | 16,47                | 1              | 1               |
| Miroslava Strnadlová        | ČSSD              | ČSSD                  | Zlínský         | 1 384                      | 2,41                 | 2              | 2               |
| Martin Stropnický           | ANO 2011          | ANO 2011              | Jihomoravský    | 10 203                     | 10,25                | 1              | 1               |
| Štěpán Stupčuk              | ČSSD              | ČSSD                  | Hl. m. Praha    | 3 209                      | 3,88                 | 2              | 3               |
| Bohuslav Svoboda            | ODS               | ODS                   | Hl. m. Praha    | 14 953                     | 21,24                | 2              | 2               |
| Zdeněk Syblík               | ČSSD              | ČSSD                  | Středočeský     | 2 188                      | 1,89                 | 6              | 7               |
| Milan Šarapatka             | Úsvit             | BEZPP                 | Hl. m. Praha    | 1 377                      | 7,34                 | 1              | 1               |
| Zuzana Šánová               | ANO 2011          | ANO 2011              | Vysočina        | 831                        | 1,99                 | 5              | 5               |
| Josef Šenfeld               | KSČM              | KSČM                  | Ústecký         | 4 397                      | 6,39                 | 6              | 2               |
| Karel Šidlo                 | KSČM              | KSČM                  | Plzeňský        | 3 267                      | 7,86                 | 1              | 1               |
| Ladislav Šincl              | ČSSD              | ČSSD                  | Moravskoslezský | 5 004                      | 3,43                 | 2              | 2               |
| Pavel Šrámek                | ANO 2011          | ANO 2011              | Plzeňský        | 1 735                      | 3,55                 | 3              | 3               |
| Jiří Štětina                | Úsvit             | BEZPP                 | Královéhradecký | 999                        | 4,51                 | 1              | 1               |
| Jeroným Tejc                | ČSSD              | ČSSD                  | Jihomoravský    | 16 859                     | 12,8                 | 3              | 3               |
| Lubomír Toufar              | ČSSD              | ČSSD                  | Jihomoravský    | 3 498                      | 2,65                 | 6              | 6               |
| Karel Tureček               | TOP 09            | TOP 09                | Vysočina        | 1 298                      | 5,46                 | 1              | 1               |
| Josef Uhlík                 | KDU-ČSL           | KDU-ČSL               | Jihomoravský    | 5 572                      | 9,45                 | 3              | 2               |
| Milan Urban                 | ČSSD              | ČSSD                  | Středočeský     | 5 972                      | 5,15                 | 2              | 3               |
| Dana Váhalová               | ČSSD              | ČSSD                  | Moravskoslezský | 3 231                      | 2,21                 | 6              | 6               |
| František Vácha             | TOP 09            | BEZPP                 | Jihočeský       | 3 061                      | 7,69                 | 2              | 1               |
| Jiří Valenta                | KSČM              | KSČM                  | Plzeňský        | 2 314                      | 5,57                 | 2              | 2               |
| Václav Valhoda              | ČSSD              | ČSSD                  | Jihočeský       | 1 096                      | 1,69                 | 6              | 6               |
| Helena Válková              | ANO 2011          | BEZPP                 | Hl. m. Praha    | 4 950                      | 5,12                 | 2              | 2               |
| Roman Váňa                  | ČSSD              | ČSSD                  | Olomoucký       | 3 047                      | 4,49                 | 1              | 2               |
| Ladislav Velebný            | ČSSD              | ČSSD                  | Moravskoslezský | 1 574                      | 1,07                 | 7              | 7               |
| Vladislav Vilímec           | ODS               | ODS                   | Plzeňský        | 3 331                      | 11,88                | 3              | 2               |
| Pavel Volčík                | ANO 2011          | BEZPP                 | Zlínský         | 1 570                      | 2,9                  | 3              | 3               |
| Jan Volný                   | ANO 2011          | ANO 2011              | Plzeňský        | 1 508                      | 3,08                 | 2              | 2               |
| Radek Vondráček             | ANO 2011          | BEZPP                 | Zlínský         | 2 392                      | 4,42                 | 1              | 1               |
| Josef Vondrášek             | KSČM              | BEZPP                 | Středočeský     | 2 842                      | 3,14                 | 4              | 4               |
| Miloslava Vostrá            | KSČM              | KSČM                  | Středočeský     | 3 875                      | 4,28                 | 2              | 2               |
| Václav Votava               | ČSSD              | ČSSD                  | Plzeňský        | 2 852                      | 4,99                 | 2              | 2               |
| Josef Vozdecký              | ANO 2011          | BEZPP                 | Plzeňský        | 1 925                      | 3,94                 | 1              | 1               |
| Vlastimil Vozka             | ANO 2011          | S.cz                  | Ústecký         | 4 092                      | 5,68                 | 4              | 2               |
| Rostislav Vyzula            | ANO 2011          | ANO 2011              | Jihomoravský    | 8 680                      | 8,72                 | 2              | 2               |
| Markéta Wernerová           | ČSSD              | ČSSD                  | Karlovarský     | 1 561                      | 5,96                 | 2              | 2               |
| Josef Zahradníček           | KSČM              | KSČM                  | Vysočina        | 2 338                      | 5,28                 | 6              | 2               |
| Jan Zahradník               | ODS               | ODS                   | Jihočeský       | 5 461                      | 21,69                | 11             | 1               |
| Lubomír Zaorálek            | ČSSD              | ČSSD                  | Moravskoslezský | 22 090                     | 15,15                | 1              | 1               |
| Jaroslav Zavadil            | ČSSD              | BEZPP                 | Hl. m. Praha    | 7 991                      | 9,66                 | 1              | 1               |
| Kristýna Zelienková         | ANO 2011          | ANO 2011              | Středočeský     | 3 162                      | 2,5                  | 2              | 3               |
| Jiří Zemánek                | ČSSD              | ČSSD                  | Olomoucký       | 1 763                      | 2,6                  | 3              | 3               |
| Václav Zemek                | ČSSD              | ČSSD                  | Středočeský     | 2 346                      | 2,02                 | 5              | 6               |
| Jiří Zimola                 | ČSSD              | ČSSD                  | Jihočeský       | 9 996                      | 15,48                | 1              | 1               |
| Jiří Zlatuška               | ANO 2011          | ANO 2011              | Hl. m. Praha    | 4 820                      | 4,99                 | 3              | 3               |
| Marek Ženíšek               | TOP 09            | TOP 09                | Plzeňský        | 3 359                      | 11,31                | 1              | 2               |

Legenda